# Senti l'estate che torna/Mita Mita
Senti l'estate che torna/Mita Mita è un singolo del gruppo musicale italiano Le Orme, pubblicato nel 1968.

## Storia
Nel 1968 Le Orme, acquisita una certa fama grazie alle loro esibizioni dal vivo al Piper di Roma, incisero questo brano (anche in una versione in inglese con il titolo Summer Comin'), e parteciparono a Un disco per l'estate. 
A differenza di altri gruppi italiani del tempo, Le Orme non interpretavano cover di canzoni britanniche o statunitensi, ma soltanto pezzi propri. Questi due pezzi saranno inseriti nell'album d'esordio, Ad gloriam, che cavalca con originalità la musica psichedelica. Già nel loro primo 45 giri Fiori e Colori/Lacrime di sale avevano prodotto una forma di psichedelia abbastanza interessante, caratterizzata da testi senza senso.

## Senti l'estate che torna
Senti l'estate che torna, il lato A, è stato scritto da Giuseppe Damele, Italo Salizzato e Nino Smeraldi. Con questo brano Le Orme parteciparono a Un disco per l'estate 1968 e, in quell'occasione, fu ingaggiato il tastierista Tony Pagliuca, dopo che aveva lasciato il gruppo Hopopi da lui stesso fondato. Il brano fu inciso anche in una versione in inglese intitolata Summer Comin.

## Mita Mita
Mita Mita, composto da Nino Smeraldi e Luciano Zotti, è un brano pop dedicato all'attrice Mita Medici.

## Tracce
1. Senti l'estate che torna
2. Mita Mita

## Formazione
- Aldo Tagliapietra - canto, chitarra acustica
- Nino Smeraldi - chitarra solista, canto
- Claudio Galieti - chitarra basso
- Michi Dei Rossi - batteria